# The Beach Boys Today!
The Beach Boys Today! är ett album som gavs ut 1 mars 1965 av The Beach Boys. Albumet var gruppens nionde LP och det är producerad av Brian Wilson. På denna LP hade Wilsons låtskrivande börjat mogna och fått mer allvarlig prägel. Detta märks främst på B-sidans låtar.
Albumet nådde 4:e plats på billboardlistan. På Englandslistan nådde albumet 6:e plats.

## Låtlista
Singelplacering i Billboard inom parentes. 

### Sida 1
1. Do You Wanna Dance? (Bobby Freeman) (#12)
2. Good To My Baby (B. Wilson)
3. Don't Hurt My Little Sister (B. Wilson)
4. When I Grow Up (To Be A Man) (B. Wilson) (#9)
5. Help Me Ronda (B. Wilson) (LP-version)
6. Dance Dance Dance (B. Wilson/C. Wilson) (#

### Sida 2
1. Please Let Me Wonder (B. Wilson/M. Love) (#52)
2. I'm So Young (W. H. Tyrus, Jr.)
3. Kiss Me Baby (B. Wilson)
4. She Knows Me Too Well (B. Wilson)
5. In The Back Of My Mind  (B. Wilson)
6. Bull Sessions With Big Daddy (B. Wilson/C. Wilson/D. Wilson/Love/Jardine)

När skivbolaget Capitol återutgav Beach Boys-katalogen 1990 parades albumet The Beach Boys Today! ihop med albumet Summer Days (And Summer Nights!!) på en CD. Dessutom fanns nedanstående fem bonusspår på skivan:
1. The Little Girl I Once Knew (singelversion) (B. Wilson) (#20)
2. Dance, Dance, Dance (alternativ version) (B. Wilson/G. Usher)
3. I'm So Young (alternativ version) (W. H. Tyrus, Jr.)
4. Let Him Run Wild (alternativ version) (B. Wilson)
5. Graduation Day (studioversion) (J. Sherman/N. Sherman)